# Росткі (Піський повіт)
Росткі (пол. Rostki, нім. Rostken) — село в Польщі, у гміні Піш Піського повіту Вармінсько-Мазурського воєводства.
Населення — 233 особи (2011).

## Демографія
Демографічна структура станом на 31 березня 2011 року:
|          | Загалом | Допрацездатний вік | Працездатний вік | Постпрацездатний вік |
| -------- | ------- | ------------------ | ---------------- | -------------------- |
| Чоловіки | 132     | 30                 | 92               | 10                   |
| Жінки    | 101     | 18                 | 68               | 15                   |
| Разом    | 233     | 48                 | 160              | 25                   |